# Рийдаку
Ри́йдаку (эст. Riidaku) — деревня в волости Мярьямаа уезда Рапламаа, Эстония.
До административной реформы местных самоуправлений Эстонии 2017 года входила в состав волости Райккюла.

## География
Расположена в 14 километрах к юго-западу от уездного центра — города Рапла — и в 8 километрах к северо-востоку от волостного центра — посёлка Мярьямаа. Высота над уровнем моря — 44 метра.
Официальный язык — эстонский. Почтовый индекс — 78422.

## Население
По данным переписи населения 2011 года, в деревне проживали 28 человек, 24 из них (85,7 %) — эстонцы.
По данным переписи населения 2021 года, число жителей деревни составило 25 человек, из них 23 (92,0 %) — эстонцы.
Численность населения деревни Рийдаку по данным переписей населения:
| Год  | 1959 | 1970 | 1979 | 1989 | 2000 | 2011 | 2021 |
| ---- | ---- | ---- | ---- | ---- | ---- | ---- | ---- |
| Чел. | 52   | ↗ 58 | ↗ 76 | ↘ 41 | ↘ 31 | ↘ 28 | ↘ 25 |

## История
Деревня впервые упоминается в 1765 году (Ridaka). Ранее она была частью мызы Пюхат (нем. Pühhat, Пюхату (эст. Pühatu mõis) впервые упоминается в 1532 году, как самостоятельная мыза — в 1765 году), к 1704 году была сдана в аренду. В границах деревни Рийдаку находится бывшая полумыза Паркгоф (нем. Parkhof, Парка, эст. Parka mõis).
В 1977—1997 годах частью Рийдаку была деревня Пюхату.